# Morti il 24 febbraio
| Questa pagina contiene informazioni ricavate automaticamente dalle voci biografiche con l'ausilio del template Bio e di un bot. L'aggiornamento è periodico e automatico e ricostruisce completamente la pagina. Se manca una persona in questa lista, sei pregato di non aggiungerla, ma accertati piuttosto che la sua voce biografica contenga il template Bio e che i dati anagrafici siano correttamente compilati. Se il template Bio manca, inseriscilo tu stesso o, in alternativa, metti l'avviso {{tmp\|Bio}} che ne segnala la mancanza. Se i dati riportati sono sbagliati, correggi direttamente la voce biografica; le modifiche saranno visibili in questa lista entro pochi giorni. Per chiarimenti vedi il progetto biografie. La lista contiene solo le 547 persone che sono citate nell'enciclopedia e per le quali è stato implementato correttamente il template Bio. Pagina aggiornata al 17 lug 2025. |

## IV secolo(1)
- 304 - Sergio di Cesarea, monaco cristiano romano

## X secolo(1)
- 918 - Bettone di Sens, vescovo e monaco cristiano franco

## XII secolo(2)
- 1164 - Gausfredo III di Rossiglione, nobile franco
- 1191 - Giovanni I d'Alençon, nobile francese

## XIII secolo(3)
- 1260 - Ermengarda del Reno, nobile tedesca
- 1265 - Ruggero IV di Foix, conte
- 1281 - Denha I, vescovo cristiano orientale siro (n. 1225)

## XIV secolo(2)
- 1311 - Guillaume Ruffat des Forges, cardinale francese
- 1386 - Carlo III di Napoli, sovrano (n. 1345)

## XV secolo(4)
- 1445 - Niccolò Tedeschi, arcivescovo cattolico e giurista italiano (n. 1386)
- 1475 - Carlo I di Baden, sovrano tedesco (n. 1427)
- 1481 - Costanzo da Fabriano, presbitero italiano
- 1496 - Eberardo I di Württemberg, duca tedesco (n. 1445)

## XVI secolo(18)
- 1509 - Pietro del Donzello, pittore e architetto italiano (n. 1452)
- 1510 - Marco de' Marconi, religioso italiano (n. 1480)
- 1520 - Alfonso d'Aragona, arcivescovo cattolico spagnolo (n. 1470)
- 1525 - Guillaume Gouffier de Bonnivet, militare francese
- 1525 - Fanfulla da Lodi, condottiero italiano (n. 1477)
- 1525 - Jacques de La Palice, militare francese
- 1525 - Richard de la Pole, nobile inglese (n. 1480)
- 1525 - Étienne Poncher, arcivescovo cattolico e diplomatico francese (n. 1446)
- 1525 - Louis de la Trémoille, generale francese (n. 1460)
- 1525 - Francesco di Lorena, nobile e militare francese (n. 1506)
- 1527 - Filiasio Roverella, arcivescovo cattolico italiano
- 1554 - Philip van Wilder, liutista e compositore fiammingo
- 1571 - Joachim Meyer, maestro di scherma svizzero (n. 1537)
- 1580 - Henry FitzAlan, XIX conte di Arundel, nobile inglese (n. 1512)
- 1581 - Fabrizio Dentice, compositore, liutista e gambista italiano (n. 1539)
- 1586 - Isotta Brembati, nobildonna e poetessa italiana (n. 1533)
- 1588 - John Manners, IV conte di Rutland, nobile inglese (n. 1559)
- 1588 - Johann Wier, medico olandese (n. 1515)

## XVII secolo(21)
- 1605 - Girolamo Simoncelli, cardinale e vescovo cattolico italiano (n. 1522)
- 1611 - Martin de Funes, religioso spagnolo (n. 1560)
- 1628 - Juan de Mendoza y Velasco, diplomatico spagnolo
- 1633 - Walter Butler, XI conte di Ormond, nobile irlandese (n. 1569)
- 1637 - Dominicus Arumaeus, giurista tedesco (n. 1579)
- 1641 - Francesco Usper, organista e compositore italiano (n. 1561)
- 1641 - Filippo Volfango di Hanau-Lichtenberg, conte tedesco (n. 1595)
- 1645 - Filippo VII di Waldeck-Wildungen, nobile tedesco (n. 1613)
- 1651 - Mōri Hidenari, militare giapponese (n. 1595)
- 1657 - Rudolf von Colloredo, militare e politico austriaco (n. 1585)
- 1659 - Johan Rode, medico e umanista danese (n. 1587)
- 1666 - Nicholas Lanier, cantore, liutista e compositore inglese (n. 1588)
- 1667 - Benedetto Di Virgilio, poeta italiano (n. 1600)
- 1670 - Giuseppe Ciantes, vescovo cattolico e orientalista italiano (n. 1602)
- 1674 - Matthias Weckmann, organista e compositore tedesco
- 1679 - Giacomo Caimo, giurista italiano (n. 1609)
- 1681 - Giovanni Coli, pittore italiano (n. 1636)
- 1685 - Charles Howard, I conte di Carlisle, nobile, politico e militare inglese (n. 1629)
- 1685 - Isabella Clara d'Austria, duchessa (n. 1629)
- 1692 - Antimo Liberati, compositore e cantore italiano (n. 1617)
- 1693 - Filippo Alfieri Ossorio, vescovo cattolico italiano (n. 1634)

## XVIII secolo(26)
- 1704 - Marc-Antoine Charpentier, compositore francese (n. 1643)
- 1714 - Edmund Andros, politico inglese (n. 1637)
- 1718 - Wu Li, pittore, poeta e calligrafo cinese (n. 1632)
- 1721 - John Sheffield, I duca di Buckingham e Normanby, nobile, politico e scrittore britannico (n. 1647)
- 1722 - Eleonora d'Este, principessa e religiosa italiana (n. 1643)
- 1728 - Charles-René Reynaud, matematico francese (n. 1656)
- 1729 - Ernesto Luigi II di Sassonia-Meiningen, duca tedesco (n. 1709)
- 1731 - Michele Bologna, arcivescovo cattolico italiano (n. 1647)
- 1732 - Prospero Marefoschi, cardinale e arcivescovo cattolico italiano (n. 1653)
- 1733 - Alamanno Salviati, cardinale italiano (n. 1669)
- 1734 - Lorenz Wetter, politico e mercante svizzero (n. 1654)
- 1738 - Antonio Maria Borromeo, vescovo cattolico italiano (n. 1666)
- 1743 - Luigi Guglielmo II Moncada, nobile italiano
- 1761 - Federico Guglielmo di Solms-Braunfels, nobile tedesco (n. 1696)
- 1772 - Nicola Perrelli, cardinale italiano (n. 1696)
- 1775 - Ferdinando Colonna di Stigliano, II principe di Sonnino, nobile italiano (n. 1695)
- 1777 - Giuseppe I del Portogallo, re portoghese (n. 1714)
- 1778 - Cesare D'Arbes, attore teatrale italiano (n. 1710)
- 1778 - Laurent Delvaux, scultore fiammingo (n. 1696)
- 1785 - Thomas Dyke Acland, VII baronetto, politico inglese (n. 1722)
- 1785 - Carlo Maria Buonaparte, avvocato, generale e politico italiano (n. 1746)
- 1786 - Aleksandra Ivanovna Panina, nobildonna russa (n. 1711)
- 1799 - Georg Christoph Lichtenberg, fisico, scrittore e aforista tedesco (n. 1742)
- 1799 - Giovanni Andrea Serrao, vescovo cattolico italiano (n. 1731)
- 1800 - Elizabeth Hamilton, nobildonna scozzese (n. 1721)
- 1800 - Simon Julien, pittore e incisore francese (n. 1735)

## XIX secolo(75)
- 1801 - Joseph-François Marie, matematico e abate francese (n. 1738)
- 1801 - František Martin Pelcl, filologo ceco (n. 1734)
- 1806 - Jean-François Collin d'Harleville, commediografo francese (n. 1755)
- 1809 - Horatio Walpole, I conte di Orford, politico inglese (n. 1723)
- 1810 - Bernardino Castelli, pittore italiano (n. 1750)
- 1810 - Henry Cavendish, chimico e fisico inglese (n. 1731)
- 1811 - György Bessenyei, scrittore e filosofo ungherese (n. 1747)
- 1812 - Étienne-Louis Malus, fisico, ingegnere e matematico francese (n. 1775)
- 1815 - Robert Fulton, ingegnere statunitense (n. 1765)
- 1817 - Pietro Miliani, imprenditore italiano (n. 1744)
- 1819 - Hyacinthe Arrighi de Casanova, magistrato, funzionario e politico francese (n. 1748)
- 1823 - Friedrich Ludwig von Sckell, architetto del paesaggio tedesco (n. 1750)
- 1824 - Simone Évrard, rivoluzionaria francese (n. 1764)
- 1825 - Toyokuni, pittore giapponese (n. 1769)
- 1828 - Jacob Brown, generale statunitense (n. 1775)
- 1829 - Jan Stefani, compositore polacco (n. 1747)
- 1834 - Pietro Caprano, cardinale italiano (n. 1759)
- 1835 - Gilles-Lambert Godecharle, scultore belga (n. 1750)
- 1836 - Dániel Berzsenyi, poeta ungherese (n. 1776)
- 1838 - Francesco Salvolini, egittologo italiano (n. 1809)
- 1839 - Roch-Ambroise Auguste Bébian, educatore francese (n. 1789)
- 1840 - Giovanni Battista Bottaini, imprenditore, funzionario e politico italiano (n. 1772)
- 1841 - Laurence Parsons, II conte di Rosse, nobile irlandese (n. 1758)
- 1843 - Giacomo Giustiniani, cardinale e arcivescovo cattolico italiano (n. 1769)
- 1844 - Antoine André Louis Reynaud, matematico francese (n. 1771)
- 1845 - Federico d'Assia-Kassel, nobile e generale danese (n. 1771)
- 1851 - Sake Dean Mahomed, viaggiatore, chirurgo e imprenditore indiano (n. 1759)
- 1852 - Carlo Giovanni Battista Grillo, avvocato, magistrato e politico italiano (n. 1780)
- 1855 - Giuseppe Bertolini, ingegnere italiano (n. 1790)
- 1855 - Carl Anton von Meyer, botanico e esploratore tedesco (n. 1795)
- 1856 - Nikolaj Ivanovič Lobačevskij, matematico e scienziato russo (n. 1792)
- 1862 - Bernhard Severin Ingemann, scrittore danese (n. 1789)
- 1863 - Carlo Francesco Caccia, funzionario e politico italiano (n. 1789)
- 1863 - Pasquale Forgione, brigante italiano (n. 1836)
- 1863 - Anton Günther, filosofo austriaco (n. 1783)
- 1866 - Bernhard Rudolph Abeken, letterato e filologo tedesco (n. 1780)
- 1867 - Carlo Pezzani, avvocato e politico italiano (n. 1801)
- 1868 - John Herapath, fisico e astronomo inglese (n. 1790)
- 1871 - Théodore Caruelle d'Aligny, pittore francese (n. 1798)
- 1871 - Julius Weisbach, matematico e ingegnere tedesco (n. 1806)
- 1871 - Christian Zetlitz Bretteville, politico norvegese (n. 1800)
- 1872 - William Webb Ellis, presbitero britannico (n. 1806)
- 1872 - Aubrey Spencer, nobile e vescovo anglicano britannico (n. 1795)
- 1872 - Georg Matthias von Martens, botanico tedesco (n. 1788)
- 1873 - Spyridōn Trikoupis, politico e diplomatico greco (n. 1788)
- 1874 - John Bachman, naturalista statunitense (n. 1790)
- 1874 - Alessandro Barnabò, cardinale italiano (n. 1801)
- 1874 - Giorgio Briano, scrittore e giornalista italiano (n. 1812)
- 1875 - Francisco António Gonçalves Cardoso, ammiraglio e politico portoghese (n. 1800)
- 1875 - Marc Seguin, ingegnere francese (n. 1786)
- 1876 - Joseph Jenkins Roberts, politico statunitense (n. 1809)
- 1878 - Louis de La Saussaye, numismatico e storico francese (n. 1801)
- 1878 - Engelbert von Landsberg-Velen und Steinfurt, politico prussiano (n. 1796)
- 1883 - Edmond-Charles de Martimprey, militare e politico francese (n. 1808)
- 1883 - Ercole Ricotti, storico e ingegnere italiano (n. 1816)
- 1884 - Georg Büchmann, filologo tedesco (n. 1822)
- 1885 - Vito d'Ondes Reggio, politico, giornalista e patriota italiano (n. 1811)
- 1887 - Bartolomeo Campana di Sarano, politico italiano (n. 1807)
- 1889 - Ippolito Amicarelli, politico italiano (n. 1823)
- 1889 - Fabio Carcani di Montaltino, patriota e politico italiano (n. 1824)
- 1890 - Carl Conrad Theodor Litzmann, ginecologo tedesco (n. 1815)
- 1890 - Victor Leopold Ritter von Zepharovich, mineralogista austriaco (n. 1830)
- 1891 - François Carquet, avvocato e politico francese (n. 1810)
- 1891 - Tommaso Maria Fusco, presbitero italiano (n. 1831)
- 1891 - Hermann Winterhalter, pittore tedesco (n. 1808)
- 1893 - Josefa Naval Girbés, beata spagnola (n. 1820)
- 1893 - Karl Anton Eugen Prantl, botanico tedesco (n. 1849)
- 1893 - Francesco Sauli, diplomatico e politico italiano (n. 1807)
- 1896 - Mariano Armellini, archeologo e storico italiano (n. 1852)
- 1898 - Pietro Pagello, italiano (n. 1807)
- 1899 - Emil Welti, politico e militare svizzero (n. 1825)
- 1900 - Ethelie Madeleine Brohan, attrice teatrale francese (n. 1833)
- 1900 - Alexander Morten, calciatore inglese (n. 1831)
- 1900 - Wilhelm Ritter von Flattich, architetto austriaco (n. 1826)
- 1900 - Andrew White Tuer, scrittore, editore e tipografo britannico (n. 1838)

## XX secolo(239)
- 1902 - August Eisenlohr, egittologo tedesco (n. 1832)
- 1904 - James Paris Lee, inventore scozzese (n. 1831)
- 1906 - Walter Ponsonby, VII conte di Bessborough, nobile inglese (n. 1821)
- 1907 - Archibald Clavering Gunter, scrittore inglese (n. 1847)
- 1907 - Otto Goldschmidt, compositore, direttore d'orchestra e pianista tedesco (n. 1829)
- 1908 - Yechiel Michel Epstein, rabbino e religioso russo (n. 1829)
- 1909 - Ernesto Balbo Bertone di Sambuy, nobile e politico italiano (n. 1837)
- 1909 - Enrico Ridolfi, storico dell'arte italiano (n. 1828)
- 1910 - Osman Hamdi Bey, pittore e archeologo ottomano (n. 1842)
- 1912 - Jules Joseph Lefebvre, pittore francese (n. 1836)
- 1913 - Giovanni Battista Rota, vescovo cattolico italiano (n. 1834)
- 1914 - Eugène Balme, tiratore a segno francese (n. 1874)
- 1914 - Joshua Chamberlain, docente, politico e generale statunitense (n. 1828)
- 1915 - Francesco Paolo Palazzotto, architetto italiano (n. 1849)
- 1916 - Giovanni Abignente, giurista e politico italiano (n. 1854)
- 1916 - Guido Nobili, scrittore italiano (n. 1850)
- 1917 - Carlo Altobelli, avvocato e politico italiano (n. 1857)
- 1918 - Stefano Hidalgo, generale italiano (n. 1848)
- 1919 - Federico Persico, giurista e poeta italiano (n. 1829)
- 1919 - Abd-el-Kader Salza, storico della letteratura e filologo italiano (n. 1875)
- 1919 - Julian Russell Story, pittore statunitense (n. 1857)
- 1920 - Aleksandr Aleksandrovič Fišer fon Val'dgejm, botanico russo (n. 1839)
- 1921 - Goyō Hashiguchi, artista giapponese (n. 1880)
- 1921 - Gustav Killian, medico tedesco (n. 1860)
- 1921 - Muhammad Taymur, scrittore egiziano (n. 1892)
- 1922 - Alfred Espinas, sociologo, antropologo e filosofo francese (n. 1844)
- 1923 - Edward Morley, fisico statunitense (n. 1838)
- 1925 - Deiva De Angelis, pittrice italiana (n. 1884)
- 1925 - Alois Mrštík, scrittore e drammaturgo ceco (n. 1861)
- 1926 - Eddie Plank, giocatore di baseball statunitense (n. 1875)
- 1927 - Frank MacKey, giocatore di polo statunitense (n. 1852)
- 1928 - Andy Bothwell, calciatore nordirlandese (n. 1900)
- 1928 - Jenő Landler, rivoluzionario, politico e avvocato ungherese (n. 1875)
- 1929 - Frank Keenan, attore e regista statunitense (n. 1858)
- 1929 - André Messager, compositore e direttore d'orchestra francese (n. 1853)
- 1929 - Stanisław Julian Ignacy Ostroróg, fotografo inglese (n. 1863)
- 1930 - Mauricio Ponce de Léon, schermidore spagnolo (n. 1864)
- 1930 - Giuseppina Pasqua, mezzosoprano e contralto italiano (n. 1851)
- 1930 - Jacobus van Looy, pittore e scrittore olandese (n. 1855)
- 1931 - Kume Kunitake, storico giapponese (n. 1839)
- 1931 - Federico Augusto II di Oldenburg, sovrano tedesco (n. 1852)
- 1932 - Ernesto Mombelli, generale e politico italiano (n. 1867)
- 1933 - Eugenio Bertini, matematico italiano (n. 1846)
- 1933 - Domenico Cento, militare italiano (n. 1881)
- 1935 - Hjalmar Branting, politico svedese (n. 1860)
- 1935 - Edith Méra, attrice italiana (n. 1905)
- 1935 - Valentin Zietara, grafico, illustratore e pittore tedesco (n. 1883)
- 1936 - Gustavo Fara, generale e politico italiano (n. 1859)
- 1937 - Ettore Bussi, generale italiano (n. 1869)
- 1937 - Guy Standing, attore inglese (n. 1873)
- 1937 - Ernest Webb, marciatore britannico (n. 1874)
- 1938 - Thomas Gann, medico irlandese (n. 1867)
- 1938 - Gustave Le Rouge, scrittore francese (n. 1867)
- 1938 - Max Wien, fisico tedesco (n. 1866)
- 1940 - Ascensión Nicol Goñi, religiosa spagnola (n. 1868)
- 1941 - Lothar von Arnauld de la Perière, ammiraglio tedesco (n. 1886)
- 1941 - Robert Byron, scrittore inglese (n. 1905)
- 1941 - Oskar Loerke, poeta e scrittore tedesco (n. 1884)
- 1941 - Domenico Monterisi, calciatore italiano (n. 1920)
- 1941 - Nat Ross, regista e produttore cinematografico statunitense (n. 1902)
- 1941 - Ettore Strinati, letterato e commediografo italiano (n. 1864)
- 1942 - Anton Drexler, politico tedesco (n. 1884)
- 1942 - Andrew H. Longino, politico statunitense (n. 1854)
- 1942 - Mario Meneghetti, calciatore italiano (n. 1893)
- 1942 - Fernand Piet, pittore francese (n. 1869)
- 1943 - Bernhard Adelung, politico tedesco (n. 1876)
- 1943 - Oleksij Klymenko, calciatore sovietico (n. 1912)
- 1943 - Ivan Kuzmenko, calciatore sovietico (n. 1912)
- 1943 - Helene Stöcker, pacifista e attivista tedesca (n. 1869)
- 1943 - Nikolaj Trusevič, calciatore sovietico (n. 1909)
- 1944 - Carl Eduard Hellmayr, ornitologo austriaco (n. 1878)
- 1944 - Pietro Pajetta, partigiano italiano (n. 1914)
- 1944 - Giacomo Perlasca, ufficiale, partigiano e antifascista italiano (n. 1919)
- 1945 - Giovanni Balbo, partigiano italiano (n. 1888)
- 1945 - Olga Blumenthal, germanista italiana (n. 1873)
- 1945 - Eugenio Curiel, partigiano e fisico italiano (n. 1912)
- 1945 - William Elmer, attore statunitense (n. 1869)
- 1945 - Carolina Isolani, scrittrice e filantropa italiana (n. 1875)
- 1945 - Ahmed Maher Pascià, politico egiziano (n. 1888)
- 1945 - Josef Mayr-Nusser, italiano (n. 1910)
- 1945 - Renato Mazzolani, marinaio e militare italiano (n. 1887)
- 1945 - Dario Scaglione, partigiano italiano (n. 1926)
- 1946 - Dante Bertelli, anatomista italiano (n. 1858)
- 1946 - Attilio Botti, politico e antifascista italiano (n. 1881)
- 1947 - Tor Andræ, storico delle religioni e orientalista svedese (n. 1885)
- 1947 - Ruth L. Bennett, attivista statunitense (n. 1866)
- 1948 - Alfredo Baldomir, politico e architetto uruguaiano (n. 1884)
- 1948 - Will Irwin, giornalista e scrittore statunitense (n. 1873)
- 1948 - Nina Simonovič-Efimova, pittrice e burattinaia sovietica (n. 1877)
- 1948 - Réginald Storms, tiratore a segno belga (n. 1880)
- 1950 - Irving Bacheller, giornalista e scrittore statunitense (n. 1859)
- 1950 - Luigi Cammarata, vescovo cattolico italiano (n. 1885)
- 1951 - Aladino Bibolotti, sindacalista, politico e antifascista italiano (n. 1891)
- 1951 - Eric Forsyth, pallanuotista britannico (n. 1885)
- 1952 - Vettese Guerino, fisarmonicista francese (n. 1895)
- 1952 - Oreste Luppi, basso italiano (n. 1870)
- 1952 - Adamo Mariotti, generale italiano (n. 1886)
- 1952 - Arthur Millett, attore statunitense (n. 1874)
- 1953 - Luigi Bompard, pittore e illustratore italiano (n. 1879)
- 1953 - Armando Gori, militare italiano (n. 1888)
- 1953 - Gerd von Rundstedt, generale tedesco (n. 1875)
- 1954 - Adolfo Berio, magistrato e politico italiano (n. 1868)
- 1954 - Fabio Conforto, matematico italiano (n. 1909)
- 1954 - Ferenc Herczeg, scrittore ungherese (n. 1863)
- 1954 - Théophile Robert, pittore svizzero (n. 1879)
- 1955 - Clemente Biondetti, pilota automobilistico italiano (n. 1898)
- 1955 - Harry Kahne, illusionista statunitense (n. 1894)
- 1955 - Erwin Lahousen von Vivremont, generale austriaco (n. 1897)
- 1955 - Felice Platone, giornalista, politico e antifascista italiano (n. 1899)
- 1956 - František Kolenatý, calciatore cecoslovacco (n. 1900)
- 1956 - Gerrit Smith Miller, zoologo e botanico statunitense (n. 1869)
- 1957 - Memo Benassi, attore italiano (n. 1891)
- 1957 - Vincenzo Collura, mafioso italiano (n. 1898)
- 1958 - Herbert Adams, scrittore inglese (n. 1874)
- 1958 - Olaf Hegnander, calciatore norvegese (n. 1897)
- 1959 - Arthur Young, attore britannico (n. 1898)
- 1960 - Pierre Albarran, tennista francese (n. 1893)
- 1960 - Ferruccio Vecchi, scultore e militare italiano (n. 1894)
- 1961 - Herman de By, nuotatore olandese (n. 1873)
- 1961 - Enrico Maria Chiappo, paroliere, compositore e editore italiano (n. 1892)
- 1961 - Camillo Erba, ciclista su strada italiano (n. 1909)
- 1961 - Angelo Virgilio Vavassori, scultore italiano (n. 1885)
- 1962 - Halfdan Ditlev-Simonsen, calciatore norvegese (n. 1894)
- 1962 - Hu Shi, scrittore e diplomatico cinese (n. 1891)
- 1962 - Per Skou, dirigente sportivo e calciatore norvegese (n. 1891)
- 1963 - Giuseppe Fatini, scrittore italiano (n. 1884)
- 1964 - Frank Conroy, attore britannico (n. 1890)
- 1964 - William Garbutt, calciatore e allenatore di calcio inglese (n. 1883)
- 1964 - Giuseppe Imperiale, politico italiano (n. 1897)
- 1965 - Andrej Beloborodov, pittore e architetto russo (n. 1886)
- 1966 - Dionigio Casaroli, arcivescovo cattolico italiano (n. 1869)
- 1966 - Ernst Nadherny, attore e cantante austriaco (n. 1885)
- 1966 - Emil Rothe, ginnasta e multiplista statunitense (n. 1884)
- 1966 - Lenni Viitala, lottatore finlandese (n. 1921)
- 1967 - Hugo van Dalen, pianista, compositore e scrittore olandese (n. 1888)
- 1967 - Rocco Montana, cantante italiano (n. 1929)
- 1967 - Osman Ali Khan, Asif Jah VII, principe indiano (n. 1886)
- 1967 - Emilio Veratti, patologo e batteriologo italiano (n. 1872)
- 1967 - Franz Waxman, compositore tedesco (n. 1906)
- 1969 - Ernesto Page, politico italiano (n. 1888)
- 1970 - Carlo Boiardi, vescovo cattolico italiano (n. 1899)
- 1970 - Charles Austin Gardner, botanico australiano (n. 1896)
- 1970 - Gustaf Holmström, calciatore finlandese (n. 1888)
- 1970 - Conrad Nagel, attore statunitense (n. 1897)
- 1972 - Sven Markelius, architetto svedese (n. 1889)
- 1973 - Manolo Caracol, cantante e attore spagnolo (n. 1909)
- 1973 - Alice Hollister, attrice statunitense (n. 1886)
- 1973 - Erich Srbek, calciatore cecoslovacco (n. 1908)
- 1974 - Margaret Leech, storica e scrittrice statunitense (n. 1893)
- 1974 - Robert Adolf Stemmle, regista, sceneggiatore e attore tedesco (n. 1903)
- 1974 - Joseph Striker, attore statunitense (n. 1898)
- 1975 - Jean Boudou, scrittore francese (n. 1920)
- 1975 - Nikolaj Aleksandrovič Bulganin, politico e militare sovietico (n. 1895)
- 1975 - Pino Donati, compositore italiano (n. 1907)
- 1975 - Marcel Grandjany, arpista e compositore francese (n. 1891)
- 1975 - Giovanni Nonnis, pittore italiano (n. 1929)
- 1975 - Michele Federico Sciacca, filosofo e storico della filosofia italiano (n. 1908)
- 1977 - Louis Clarke, velocista statunitense (n. 1901)
- 1977 - Shannon Day, attrice statunitense (n. 1896)
- 1977 - Paolo Filiasi Carcano, filosofo italiano (n. 1911)
- 1977 - Jeanne Vaussard, tennista francese (n. 1891)
- 1978 - Franco Arcalli, sceneggiatore, attore e montatore italiano (n. 1929)
- 1978 - Henri Larnoe, calciatore belga (n. 1897)
- 1978 - Jean Wagner, discobolo e pesista lussemburghese (n. 1905)
- 1979 - Jan Otčenášek, scrittore, drammaturgo e sceneggiatore ceco (n. 1924)
- 1980 - Giōrgos Andrianopoulos, calciatore greco (n. 1903)
- 1980 - Luigi Manenti, pianista, compositore e docente italiano (n. 1889)
- 1980 - Albert Parsys, calciatore francese (n. 1890)
- 1982 - Virginia Bruce, attrice statunitense (n. 1910)
- 1982 - Ignacio Calle, calciatore colombiano (n. 1930)
- 1983 - Jacques Benoist-Méchin, storico e giornalista francese (n. 1901)
- 1983 - Ken Keller, cestista statunitense (n. 1922)
- 1983 - Eric Sundblad, velocista svedese (n. 1897)
- 1984 - Ernst Hofbauer, regista cinematografico e sceneggiatore austriaco (n. 1925)
- 1984 - Uwe Johnson, scrittore tedesco (n. 1934)
- 1984 - Luigi Poet, calciatore e politico italiano (n. 1915)
- 1984 - Helmut Schelsky, sociologo tedesco (n. 1912)
- 1985 - Hal C. Kern, montatore statunitense (n. 1894)
- 1985 - Salvatore Maugeri, medico italiano (n. 1905)
- 1985 - Salvador Monzó, calciatore spagnolo (n. 1921)
- 1985 - Eduard Sperling, lottatore tedesco (n. 1902)
- 1985 - Joseph C. Wright, scenografo statunitense (n. 1892)
- 1986 - Rukmini Devi, danzatrice e politica indiana (n. 1904)
- 1986 - Tommy Douglas, politico canadese (n. 1904)
- 1988 - Rose Coyle, modella statunitense (n. 1914)
- 1988 - Loretta McNeil, velocista statunitense (n. 1907)
- 1988 - Memphis Slim, cantante, pianista e compositore statunitense (n. 1915)
- 1988 - Raul Radice, scrittore, giornalista e critico letterario italiano (n. 1902)
- 1988 - Mamduh Salem, politico egiziano (n. 1918)
- 1988 - Timothy Scott, ballerino, attore e cantante statunitense (n. 1955)
- 1988 - Aldo Sestini, geografo e geologo italiano (n. 1904)
- 1988 - Harry Yven, calciatore norvegese (n. 1912)
- 1988 - Bluma Zeigarnik, psicologa e psichiatra lituana (n. 1900)
- 1989 - Joe Harvey, calciatore e allenatore di calcio inglese (n. 1918)
- 1989 - William Thayer Tutt, dirigente sportivo e imprenditore statunitense (n. 1912)
- 1989 - Joseph Trần Văn Thiện, vescovo cattolico vietnamita (n. 1908)
- 1990 - Arthur Ayrault, canottiere statunitense (n. 1935)
- 1990 - Malcolm Forbes, editore statunitense (n. 1919)
- 1990 - Sandro Pertini, politico, giornalista e partigiano italiano (n. 1896)
- 1990 - Johnnie Ray, cantante e pianista statunitense (n. 1927)
- 1991 - Georges Capdeville, arbitro di calcio francese (n. 1899)
- 1991 - John Charles Daly, giornalista, conduttore radiofonico e conduttore televisivo statunitense (n. 1914)
- 1991 - Héctor Rial, calciatore argentino (n. 1928)
- 1991 - Jean Rogers, attrice statunitense (n. 1916)
- 1991 - Lina Volonghi, attrice teatrale, attrice televisiva e attrice cinematografica italiana (n. 1916)
- 1992 - Ljubo Benčić, calciatore e allenatore di calcio jugoslavo (n. 1905)
- 1992 - Clarrie Jordan, calciatore inglese (n. 1922)
- 1992 - August Lešnik, calciatore croato (n. 1914)
- 1992 - Giovanni Moroni, politico italiano (n. 1930)
- 1993 - Etienne Fuzellier, insegnante, critico cinematografico e sceneggiatore francese (n. 1908)
- 1993 - Vojtech Jankovič, calciatore cecoslovacco (n. 1929)
- 1993 - Bobby Moore, calciatore e allenatore di calcio britannico (n. 1941)
- 1993 - Roger Rochard, mezzofondista francese (n. 1913)
- 1993 - Denis Vaucher, sciatore di pattuglia militare svizzero (n. 1898)
- 1994 - Maude Bonney, aviatrice australiana (n. 1897)
- 1994 - Ion Lăpușneanu, calciatore e allenatore di calcio rumeno (n. 1908)
- 1994 - Renato Ricamo, fisico italiano (n. 1914)
- 1994 - Jean Sablon, cantante e attore francese (n. 1906)
- 1994 - Dinah Shore, cantante, attrice e personaggio televisivo statunitense (n. 1916)
- 1995 - Roberto Ago, giurista e magistrato italiano (n. 1907)
- 1995 - Hideko Maehata, nuotatrice giapponese (n. 1914)
- 1996 - Angelo Caria, politico italiano (n. 1947)
- 1996 - Franco Zucchi, velista italiano (n. 1917)
- 1996 - Akram al-Hurani, politico siriano (n. 1911)
- 1997 - Antonino Papaldo, magistrato italiano (n. 1899)
- 1998 - Oscar Brazzi, produttore cinematografico, regista e sceneggiatore italiano (n. 1918)
- 1998 - Alfonso Merendino, pilota automobilistico italiano (n. 1942)
- 1998 - Lalita Pawar, attrice indiana (n. 1916)
- 1998 - Antonio Prohías, fumettista cubano (n. 1921)
- 1998 - Anna Rossettini, artista italiana (n. 1940)
- 1998 - Abraham Shneior, cestista e allenatore di pallacanestro israeliano (n. 1928)
- 1999 - Andre Dubus, statunitense (n. 1936)
- 1999 - David Eccles, I visconte Eccles, politico inglese (n. 1904)
- 1999 - Virginia Foster Durr, attivista statunitense (n. 1903)
- 1999 - Rosario Lacerenza, compositore e direttore di banda italiano (n. 1917)
- 1999 - Enzo Menegotti, calciatore italiano (n. 1925)
- 1999 - Derek Nimmo, attore inglese (n. 1930)
- 1999 - António Pinho, calciatore portoghese (n. 1899)
- 2000 - Bernie Opper, cestista statunitense (n. 1915)

## XXI secolo(154)
- 2001 - Charles Auffret, scultore francese (n. 1929)
- 2001 - Delio Bonazzi, politico italiano (n. 1923)
- 2001 - Claude Shannon, ingegnere e matematico statunitense (n. 1916)
- 2002 - Roger Boss, pianista e insegnante svizzero (n. 1924)
- 2002 - Martin Esslin, scrittore, traduttore e giornalista ungherese (n. 1918)
- 2002 - Arthur Lyman, musicista statunitense (n. 1932)
- 2002 - Leo Ornstein, compositore e pianista statunitense (n. 1893)
- 2002 - Mel Stewart, attore e musicista statunitense (n. 1929)
- 2003 - Susan Johnson, attrice statunitense (n. 1927)
- 2003 - Bernard Loiseau, cuoco francese (n. 1951)
- 2003 - Alberto Sordi, attore, regista e comico italiano (n. 1920)
- 2003 - Antoni Torres, calciatore spagnolo (n. 1943)
- 2004 - Libero Ajello, micologo statunitense (n. 1916)
- 2004 - Nino Anderlini, fondista italiano (n. 1926)
- 2004 - Albert Axelrod, schermidore statunitense (n. 1921)
- 2004 - Francisco José Pérez y Fernández-Golfín, vescovo cattolico spagnolo (n. 1931)
- 2004 - John Randolph, attore statunitense (n. 1915)
- 2005 - Thadée Cisowski, calciatore polacco (n. 1927)
- 2005 - Goldie Hill, cantautrice statunitense (n. 1933)
- 2005 - Galina Kreft, canoista sovietica (n. 1950)
- 2005 - Maria Vittoria Mezza, politica italiana (n. 1926)
- 2005 - Sandro Vignini, calciatore italiano (n. 1964)
- 2006 - Clelia Bernacchi, attrice e doppiatrice italiana (n. 1910)
- 2006 - Octavia E. Butler, scrittrice statunitense (n. 1947)
- 2006 - Tutoatasi Fakafanua, politico tongano (n. 1962)
- 2006 - Claudio Gallico, direttore d'orchestra, clavicembalista e musicologo italiano (n. 1929)
- 2006 - Don Knotts, attore, comico e doppiatore statunitense (n. 1924)
- 2006 - Alf Marholm, attore e doppiatore tedesco (n. 1918)
- 2006 - Dennis Weaver, attore statunitense (n. 1924)
- 2007 - Bruce Bennett, attore e pesista statunitense (n. 1906)
- 2007 - Giovanni Gigliozzi, scrittore, giornalista e regista radiofonico italiano (n. 1919)
- 2007 - Leroy Jenkins, violinista, violista e compositore statunitense (n. 1932)
- 2007 - Bruno Niccoli, politico italiano (n. 1926)
- 2008 - Pier Giorgio Merli, fisico italiano (n. 1943)
- 2008 - Larry Norman, cantautore, musicista e produttore discografico statunitense (n. 1947)
- 2008 - Pearl Witherington, militare britannica (n. 1914)
- 2009 - Marcella De Marchis, scenografa e costumista italiana (n. 1916)
- 2009 - Max Théret, imprenditore e attivista francese (n. 1913)
- 2010 - Carlo Cicuttini, terrorista italiano (n. 1947)
- 2010 - Pietro Mitolo, militare e politico italiano (n. 1921)
- 2011 - József Beca, allenatore di calcio e calciatore sovietico (n. 1929)
- 2011 - Tommaso Fanfani, economista e storico italiano (n. 1943)
- 2011 - Brenno Fontanesi, calciatore italiano (n. 1931)
- 2011 - Ángel Guevara, arbitro di calcio ecuadoriano (n. 1955)
- 2011 - Renato Migliavacca, saggista e militare italiano (n. 1921)
- 2011 - Bruno Rainaldi, designer italiano (n. 1952)
- 2011 - Suze Rotolo, pittrice e insegnante statunitense (n. 1943)
- 2012 - István Anhalt, compositore ungherese (n. 1919)
- 2012 - Maria Adelaide di Braganza, principessa portoghese (n. 1912)
- 2012 - Des Cohen, nuotatore e pallanuotista sudafricano (n. 1927)
- 2012 - Reid Mitchell, cestista canadese (n. 1926)
- 2012 - Pery Ribeiro, cantante, compositore e attore brasiliano (n. 1937)
- 2013 - Roy Brown Jr., ingegnere, progettista e designer canadese (n. 1916)
- 2013 - Dave Charlton, pilota di Formula 1 sudafricano (n. 1936)
- 2013 - Manlio Cipolla, allenatore di calcio, calciatore e nutrizionista italiano (n. 1927)
- 2013 - Guido Focacci, militare, aviatore e partigiano italiano (n. 1914)
- 2013 - Dave Harper, calciatore inglese (n. 1938)
- 2013 - Con Martin, calciatore irlandese (n. 1923)
- 2014 - Eilert Eilertsen, politico e calciatore norvegese (n. 1918)
- 2014 - Harold Ramis, attore, sceneggiatore e regista statunitense (n. 1944)
- 2014 - Günter Reisch, regista e sceneggiatore tedesco (n. 1927)
- 2014 - Bohuslav Vyletal, calciatore cecoslovacco (n. 1920)
- 2015 - Pierrette Favarger, ceramista e scultrice svizzera (n. 1924)
- 2015 - Irving Kahn, imprenditore e dirigente d'azienda statunitense (n. 1905)
- 2015 - Martina Kniezková, atleta paralimpica ceca (n. 1975)
- 2015 - Rahat Álıev, diplomatico kazako (n. 1962)
- 2015 - Aleksandr Samuilovič Šejn, regista sovietico (n. 1933)
- 2016 - Adriana Benetti, attrice e insegnante italiana (n. 1919)
- 2016 - Rafael Iriondo, allenatore di calcio e calciatore spagnolo (n. 1918)
- 2016 - George Nick Nichopoulos, medico statunitense (n. 1927)
- 2016 - Ernesto Oliveira, calciatore portoghese (n. 1921)
- 2017 - Faye Glenn Abdellah, docente statunitense (n. 1919)
- 2017 - Li Zhenzhong, cestista cinese (n. 1916)
- 2017 - Vito Ortelli, ciclista su strada e pistard italiano (n. 1921)
- 2017 - Ren Hang, fotografo e poeta cinese (n. 1987)
- 2017 - Richard Wainwright Thorington, zoologo statunitense (n. 1937)
- 2017 - Miriam Tlali, scrittrice sudafricana (n. 1933)
- 2017 - Maurizio Tosi, archeologo e scrittore italiano (n. 1944)
- 2018 - Getulio Alviani, artista e docente italiano (n. 1939)
- 2018 - Danny Florencio, cestista filippino (n. 1947)
- 2018 - Durward Knowles, velista bahamense (n. 1917)
- 2018 - Ed Leede, cestista e allenatore di pallacanestro statunitense (n. 1927)
- 2018 - Bud Luckey, animatore, regista e doppiatore statunitense (n. 1934)
- 2018 - Victor Poletti, attore e scrittore italiano (n. 1949)
- 2018 - Folco Quilici, regista, fotografo e scrittore italiano (n. 1930)
- 2018 - Óscar Julio Vian Morales, arcivescovo cattolico guatemalteco (n. 1947)
- 2018 - Sridevi, attrice indiana (n. 1963)
- 2019 - Andrea Ballarini, scrittore e pubblicitario italiano (n. 1961)
- 2019 - Raymond Bellot, calciatore francese (n. 1929)
- 2019 - Ernst-Wolfgang Böckenförde, filosofo, giurista e saggista tedesco (n. 1930)
- 2019 - Antoine Gizenga, politico della Repubblica Democratica del Congo (n. 1925)
- 2019 - Donald Keene, saggista, traduttore e iamatologo statunitense (n. 1922)
- 2019 - Nyandika Maiyoro, mezzofondista keniota (n. 1931)
- 2019 - Margaret Scott, ballerina sudafricana (n. 1922)
- 2019 - Fedora Veronesi, cestista italiana (n. 1926)
- 2020 - Andrzej Bryl, artista marziale polacco (n. 1957)
- 2020 - Mario Bunge, filosofo e fisico argentino (n. 1919)
- 2020 - Ben Cooper, attore statunitense (n. 1933)
- 2020 - Clive Cussler, scrittore statunitense (n. 1931)
- 2020 - Sonny Franzese, mafioso italiano (n. 1917)
- 2020 - Katherine Johnson, matematica, informatica e fisica statunitense (n. 1918)
- 2020 - Jan Kowalczyk, cavaliere polacco (n. 1941)
- 2020 - Stephan Ross, psicologo, insegnante e scrittore polacco (n. 1931)
- 2020 - Diana Serra Cary, attrice statunitense (n. 1918)
- 2020 - Jahn Teigen, cantante e polistrumentista norvegese (n. 1949)
- 2020 - Olof Thunberg, attore, doppiatore e regista svedese (n. 1925)
- 2021 - Antonio Catricalà, avvocato, magistrato e dirigente pubblico italiano (n. 1952)
- 2021 - Philippe Jaccottet, poeta e traduttore svizzero (n. 1925)
- 2021 - Atsushi Miyagi, tennista giapponese (n. 1931)
- 2021 - Ronald Pickup, attore britannico (n. 1940)
- 2022 - Clara Bindi, attrice italiana (n. 1927)
- 2022 - Dzmitryj Debelka, lottatore bielorusso (n. 1976)
- 2022 - Goffredo Gaeta, ceramista e scultore italiano (n. 1937)
- 2022 - Ivanka Hristova, pesista bulgara (n. 1941)
- 2022 - V"jačeslav Jerko, aviatore e militare ucraino (n. 1985)
- 2022 - Sally Kellerman, attrice statunitense (n. 1937)
- 2022 - Dmytro Kolomijec', aviatore e militare ucraino (n. 1973)
- 2022 - John Landy, politico e mezzofondista australiano (n. 1930)
- 2022 - Henry Lincoln, scrittore e attore britannico (n. 1930)
- 2022 - Jim Milisavljevic, calciatore australiano (n. 1951)
- 2022 - Eduardo Vicente Mirás, arcivescovo cattolico argentino (n. 1929)
- 2022 - Vitalij Movčan, militare ucraino (n. 1998)
- 2022 - Kathleen Nord, nuotatrice tedesca (n. 1965)
- 2022 - Deanie Parrish, militare e aviatrice statunitense (n. 1922)
- 2022 - Vitalij Volodymyrovyč Skakun, militare ucraino (n. 1996)
- 2022 - Va'aiga Tuigamala, rugbista a 13, rugbista a 15 e procuratore sportivo samoano (n. 1969)
- 2022 - Vladyslav Ukraïnec', militare ucraino (n. 1999)
- 2023 - James Abourezk, politico e avvocato statunitense (n. 1931)
- 2023 - Vic Anciaux, politico e medico belga (n. 1931)
- 2023 - Maurizio Costanzo, giornalista, conduttore televisivo e conduttore radiofonico italiano (n. 1938)
- 2023 - Ed Fury, attore e culturista statunitense (n. 1928)
- 2023 - Luciana Giuntoli Gentilini, farmacista italiana (n. 1929)
- 2023 - Felipe González González, politico messicano (n. 1947)
- 2023 - Juraj Jakubisko, regista e sceneggiatore slovacco (n. 1938)
- 2023 - Walter Mirisch, produttore cinematografico statunitense (n. 1921)
- 2023 - Edith Roger, regista teatrale, ballerina e coreografa norvegese (n. 1922)
- 2023 - Tom Tierney, rugbista a 15 e allenatore di rugby a 15 irlandese (n. 1976)
- 2024 - Pasqualino Abeti, velocista italiano (n. 1948)
- 2024 - Stan Bowles, calciatore inglese (n. 1948)
- 2024 - Giampiero Calloni, calciatore italiano (n. 1938)
- 2024 - Felice Del Vecchio, scrittore e saggista italiano (n. 1929)
- 2024 - Ulrik le Fevre, procuratore sportivo e calciatore danese (n. 1946)
- 2024 - Ramona Fradon, fumettista statunitense (n. 1926)
- 2024 - Ahmed Abdul-Ghafur, politico iracheno (n. 1955)
- 2024 - Martti Mansikka, ginnasta finlandese (n. 1933)
- 2024 - Kenneth Mitchell, attore canadese (n. 1974)
- 2024 - Chris Nicholl, calciatore e allenatore di calcio inglese (n. 1946)
- 2024 - Brian Stableford, scrittore di fantascienza, critico letterario e traduttore britannico (n. 1948)
- 2025 - Kevin Braswell, cestista e allenatore di pallacanestro statunitense (n. 1979)
- 2025 - Roberta Flack, cantante e pianista statunitense (n. 1937)
- 2025 - Elsa Fonda, annunciatrice televisiva e scrittrice italiana (n. 1935)
- 2025 - Gerardo Pierro, arcivescovo cattolico italiano (n. 1935)
- 2025 - Roberto Poli, dirigente d'azienda italiano (n. 1938)
- 2025 - Giancarlo Rossi, fisico italiano (n. 1943)

## Senza anno specificato(1)
- Etelberto del Kent, sovrano anglosassone